# Symmoracma minoralis
Symmoracma là một chi bướm đêm đơn loài thuộc họ Crambidae. Chúng chỉ có duy nhất một loài , Symmoracma minoralis, được mô tả đầu tiên bởi Snellen vào năm 1880. Chúng thường được tìm thấy ở Indonesia (Java, Sumbawa), Papua New Guinea, Đài Loan, Trung Quốc và Australia.